# Marta Mangué
Marta Mangué González (Las Palmas, 23 de abril de 1983) é uma handebolista profissional espanhola, medalhista olímpica.
Fez parte do elenco medalhista de bronze, em Londres 2012, com oito atuações e 34 gols.